# NGC 4715
NGC 4715 (również PGC 43399 lub UGC 7986) – galaktyka soczewkowata (S0), znajdująca się w gwiazdozbiorze Warkocza Bereniki. Odkrył ją Heinrich Louis d’Arrest 10 maja 1863 roku. Jest to galaktyka z aktywnym jądrem typu LINER.